# Brush (Colorado)
Brush é uma cidade localizada no estado americano de Colorado, no Condado de Morgan.

## Demografia
Segundo o censo americano de 2000, a sua população era de 5117 habitantes. 
Em 2006, foi estimada uma população de 5205, um aumento de 88 (1.7%).

## Geografia
De acordo com o United States Census Bureau tem uma área de 
6,3 km², dos quais 6,3 km² cobertos por terra e 0,0 km² cobertos por água.

## Localidades na vizinhança
O diagrama seguinte representa as localidades num raio de 40 km ao redor de Brush. 